# Денисов, Эдуард Германович
Денисов Эдуард Германович (род. 24 июля 1943, с. Екатеpинославка, Октябрьский район, Амурская область, СССР) — прокурор Московской области с февраля 2000 г. по июль 2003 г. Государственный советник юстиции 2 класса, Почётный работник прокуратуры Российской Федерации. Известен тем, что возглавил группу государственных обвинителей на процессе ГКЧП.
Женат, есть сын Александр, он судья Арбитражного суда, ранее работал помощником прокурора Одинцовской прокуратуры.

## Биография
- По окончании средней школы в 1960 году поступил на учебу в техническое училище г. Белогорска, после чего работал в локомотивном депо Забайкальской железной дороги МПС Читинской области.
- В 1963 призван в ряды Советской армии. После демобилизации возвратился в г.Белогорск в вагонное дело.
- В июле 1967 года стал студентом Свердловского юридического института. После окончания института в 1971 году был направлен в военную часть старшим следователем прокуратуры.
- С ноября 1976 года по 1983 год работал в органах прокуратуры Удмурдской АССР, дослужившись до заместителя прокурора Удмуртии.
- С 1985 года до декабря 1992 года - 7 лет Денисов возглавлял прокуратуру Кабардино-Балкарской АССР[2].
- С 2 декабря 1992 года назначен прокурором Тверской области[3].
- С 26 апреля 1993 года по 13 мая 1994 года Эдуард Германович являлся заместителем Генерального прокурора Российской Федерации.
- 17 мая 1994 года перешел на должность первого заместителя прокурора Московской области.
- 21 мая 1996 года 1-й зам. прокурора Московской области Денисов и Прокурор Московской области Боцкалев получили выговоры от Генерального прокурора Российской Федерации Ю.И. Скуратова[4].
- 17 февраля 2000 года был назначен прокурором Московской области[5], в августе 2003 г. оставил эту должность в связи с выходом на пенсию.

## Дело ГКЧП
Денисов возглавил группу из девяти государственных обвинителей в деле ГКЧП, чем и прославился. В уголовном процессе проявил рвение, был крайне недоволен попыткой Военной коллегии Верховного суда России сделать отвод всему составу государственных обвинителей, которые были представлены следующим списком:

Государственные обвинители были представлены от Генеральной прокуратуры РСФСР в следующем составе: Э. Г. Денисов (руководитель группы), Л. М. Сюкасев, О. Т. Анкудинов, Р. Р. Барсегян, А. Б. Данилов, В. П. Митюшов, В.Н. Пронин, В. В. Смыков, В. Е. Фадеев. Всего девять человек.— Валентин Варенников, «Дело ГКЧП»
Адвокаты ГКЧП выдвигали совершенно фантастические конструкции защиты, как пишет Валентин Варенников «они доказывали Э. Г. Денисову и другим представителям Генеральной прокуратуры, что в этих условиях государственное обвинение в суде должны представлять независимые от Генерального прокурора юристы», однако, непредвзятость Денисова и его группы была поставлена под сомнение. Судья Анатолий Углов, судивший ГКЧП, отметив, что именно полностью зависимый от руководства провинциал Денисов опротестовал решение суда об амнистии ГКЧП, так вспоминал о появлении Денисова в Москве:

Возглавлял государственных обвинителей заместитель Генерального прокурора Денисов, который специально, с моей точки зрения, был направлен, взят из какой-то области и направлен сюда для того, чтобы заниматься этой работой, связанной с организацией государственного обвинения в суде.— «Как судили гекачепистов?», «Комсомольская правда» от 18 августа 2006
Ненадолго ставший заместителем генпрокурора России Эдуардом Денисов был конечно же «свадебным генералом» в процессе над ГКЧП, но своей исполнительностью сыграл важную роль в деле обвинения. Сам Эдуард Германович так видел себя в процессе над «путчистами»:

С  этим  «законом  жизни»  не  раз приходилось сталкиваться и мне. Однажды судьба «подарила» мне участие в деле о КГЧП. Я возглавлял группу из девяти человек, группу государственных обвинителей. Дело это было очень сложное со всех сторон: существовало и политическое давление, и даже с чисто правовой стороны оно оценивалось очень неоднозначно. Когда Степанков, бывший тогда генеральным прокурором России, предложил мне участвовать на этом суде в качестве государственного обвинителя, я сказал ему, что войти в этот процесс я смогу только с одним условием: если я не буду связан материалами предварительного следствия и правовыми оценками его выводов. Я решил для себя так: буду на суде смотреть на этих людей, слушать их объяснения, задавать им вопросы, и уже потом, в зависимости от их показаний и подтверждения  или  опровержения  этих показаний,  я  буду уже  самостоятельно, прислушиваясь к тихому голосу совести, давать правовую оценку этим действиям.— Эдуаpд Денисов, статья «Лица эпохи».

## Критика
В основном, как и по процессу над ГКЧП, прокурор Денисов критиковался за беспринципность, мог лично убеждать подчиненных принимать противоправные решения, журналисты «Новой газеты» как-то завершили статью про московских и подмосковных прокуроров 2000-х годов, в том числе и про Денисова, словами: «То есть совсем по Гоголю: «каждый порядочный прокурор — свинья»?». Отмечалось, что Эдуард Германович легко расставался с сотрудниками при первом же намеке начальства: «Рассказывают, генпрокурор вызвал прокурора области и заявил: «Что-то у тебя больно много замов!» И Вилкова, много лет проработавшего в Генпрокуратуре, а затем направленного на усиление в прокуратуру области, оставили без работы».